# غاز حيوي

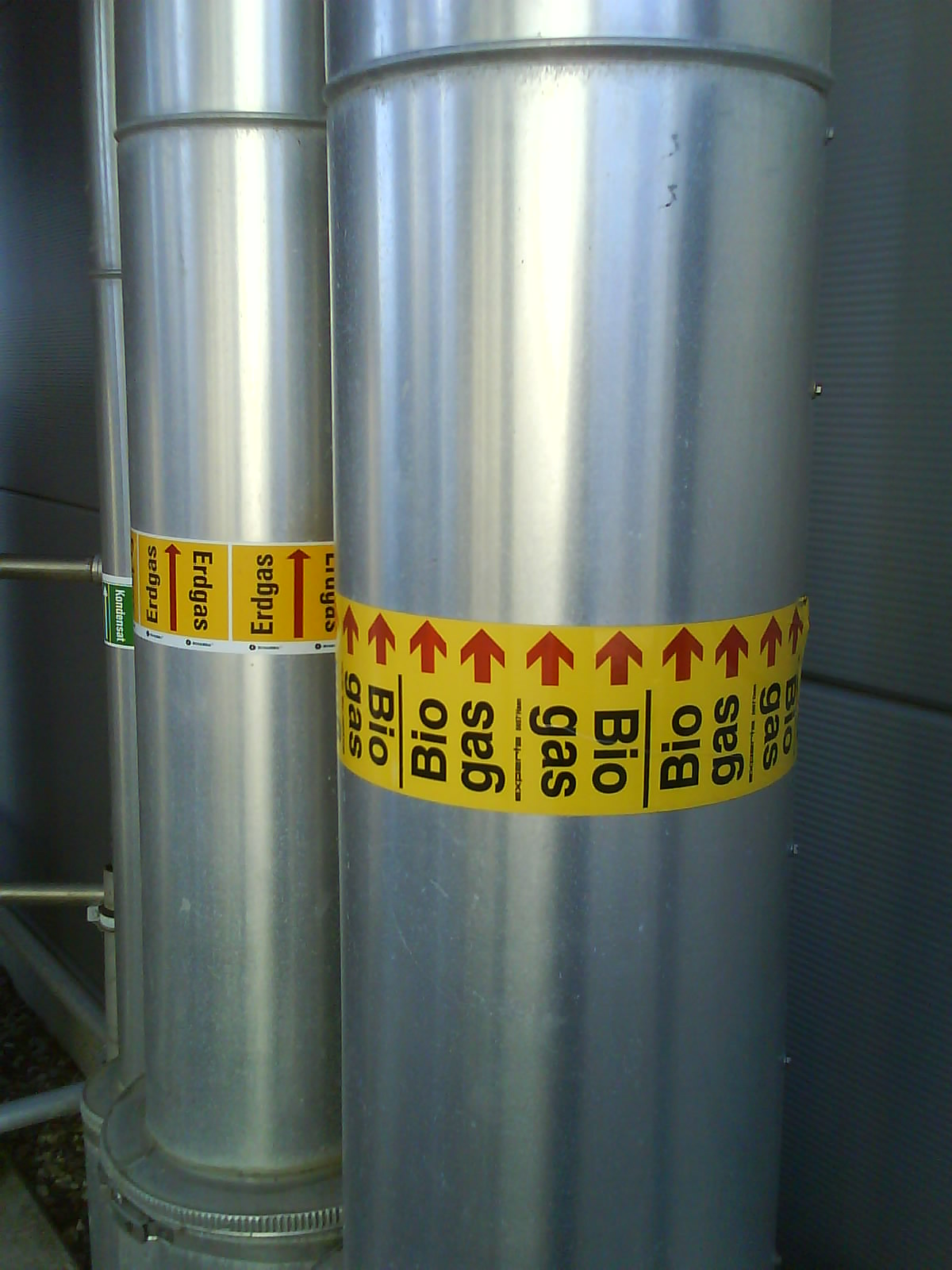
أنابيب حاملة للغاز الحيوي والغاز الطبيعي والمكثفات

الغاز الحيوي أو وقود حيوي أو ميثان حيوي هو الغاز الناتج عن التحلل الحيوي لمادة عضوية عند انعدام الأكسجين. يَنشأ الغاز الحيوي من مادة عضوية وهو نوع من الوقود الحيوي ويُنتج عن طريق الهضم اللاهوائي أو التخمّر لمواد قابلة للتحلل الحيوي مثل الكتل الحيوية، السماد، مياه المجاري، النفايات الصلبة، النفايات الخضراء، النباتات ومحاصيل الطاقة. يتألف هذا النوع من الغاز الحيوي في المقام الأول من الميثان وثاني أكسيد الكربون. كما تنشأ أنواع أخرى من الغاز باستخدام الكتلة الحيوية كغاز الخشب الذي ينتج عن طريق تغويز الخشب أو غيرها من الكتل الحيوية. ويتكون هذا النوع من الغاز بشكل أساسي من النيتروجين والهيدروجين وأول أكسيد الكربون بالإضافة لكمية بسيطة من الميثان.
و يمكن لغازات الميثان والهيدروجين وأول أكسيد الكربون أن تحترق أو تتأكسد مع الأكسجين. يحوي الهواء على 21% أكسجين، وتسمح هذه الطاقة المتحررة للغاز الحيوي أن يستعمل كوقود؛ حيث من الممكن أن يستخدم الغاز الحيوي كوقود رخيص في أي بلد لأي غرض تسخين كالطبخ. كما يُمكن أن يستعمل أيضاً في منشآت إدارة النفايات الحديثة حيث يتسنى استخدامه لتشغيل أي نوع من المحركات الحرارية لتوليد الطاقة الميكانيكية أو الإلكترونية. بإمكان الغاز الحيوي أن يُضغط، ما يشبه إلى حد كبير الغاز الطبيعي، ويُستخدم في تزويد المركبات الميكانيكية بالطاقة، وعلى سبيل المثال فقد قدرت المملكة المتحدة على إمكانية استبدال وقود المركبات بنسبة 17 %. ويعتبر الغاز الحيوي وقوداً متجدداً مما يؤهل للحصول على دعم متجدد للطاقة في بعض أنحاء العالم.

## تطوره التاريخي
لاحظ الفارسيون القدماء أن الخضروات المتعفنة تصدر غازاً سريع الاشتعال. في القرن الثالث عشر لاحظ الرحالة ماركو بولو استخدام الصينيون لصهاريج المجاري المغطاة لتوليد الطاقة، بينما أشار مؤلف القرن السابع عشر دانييل ديفو لتقنيات الغاز الحيوي. في عام 1859 بُني مصنع للهضم اللاهوائي لمعالجة مياه المجاري في مستعمرة مومباي المصابة بالجذام. كما اُستخدم الغاز الحيوي في المملكة المتحدة منذ 1895 حيث كان الغاز المستخرج من مياه المجاري يُستعمل في إنارة الشوارع في مدينة إكسير.

## إنتاجه
يُنتج الغاز الحيوي عملياً كغاز ناتج عن ردم النفايات (LFG) أو كغاز هاضم. «مصنع الغاز الحيوي» هو الاسم المُطلق على الهاضم اللاهوائي الذي يُعالج مخلفات المزارع أو محاصيل الطاقة، وبالإمكان إنتاج الغاز الحيوي بالاستفادة من هذه الهواضم اللاهوائية. قد تُزود هذه المعامل بمحاصيل الطاقة كعلف الذرة أو النفايات القابلة للتحلل الحيوي المتضمنة وحل المجاري ومخلفات الأغذية. خلال هذه العملية، يُحوِّل صهريجٌ محكم مخلفات الكتل الحيوية إلى ميثان مُنتجاً طاقةً متجددة من الممكن استعمالها في التسخين والكهرباء والعديد من العمليات المختلفة التي تَستخدم أي شكل من محركات الاحتراق الداخلي. وتوجد مسرعات رئيسية هما أليف الحرارة المعتدلة وأليف الحرارة والتي تعتمد في عملها على درجة الحرارة ضمن الهاضم. وقد قامت جامعة ألاسكا فيربانكس بعمل تجربة عملية، حيث أنتج هاضم سعته 1000 لتر باستخدام بكتيريا محبة للبرودة جُمعت من طين بحيرة متجمدة في ألاسكا ما بين 200-300 لتر ميثان يومياً، أي ما يقارب 20-30% من إنتاج الهواضم في المناطق الأدفأ.
ينتج غاز ردم النفايات عن طريق تعفُّن النفايات العضوية الرطبة في ظروف لاهوائية في مردم النفايات. تُغطى النفايات وتُضغط آليا بواسطة ثقل المادة المتراكمة فوقها بحيث تمنع هذه المادة من انكشاف الأكسجين وبالتالي السماح للميكروبات اللاهوائية بالنمو. يزداد هذا الغاز ويتحرر رويداً رويداً للغلاف الجوي إذا لم يكن موقع مردم النفايات مصمماً لاحتواء الغاز. يُعد الغاز الناتج عن ردم النفايات خطيرا لثلاث أسباب رئيسية، فهو يصبح انفجاري عند تسربه من المردم وامتزاجه بالأكسجين. تبلغ نسبة الحد الأدنى للتفجر 5% ميثان بينما يبلغ الحد الأعلى 15% ميثان. يعد الميثان الموجود في الغاز الحيوي أقوى بعشرين مرة كغاز الاحتباس الحراري من ثاني أكسيد الكربون. لذلك فغاز المرادم الغير مُحتوى والذي يتسرب للغلاف الجوي قد يسهم بشكل كبير في آثار الاحتباس الحراري. وبالإضافة لتأثيره على الاحتباس الحراري، تساهم المركبات العضوية المتطايرة الموجودة في ذلك الغاز (VOCs) في تكوين الضباب الدخاني الضوئي.

## تركيبه
| المركب              | رمزه | نسبته |
| ------------------- | ---- | ----- |
| الميثان             | CH4  | 50–75 |
| ثنائي أكسيد الكربون | CO2  | 25–50 |
| النيتروجين          | N2   | 0–10  |
| الهيدروجين          | H2   | 0–1   |
| كبريتيد الهيدروجين  | H2S  | 0–3   |
| الأكسجين            | O2   | 0–0   |

يتنوع تركيب الغاز الحيوي استنادا إلى أصل عملية الهضم اللاهوائي. يحتوي غاز المرادم إجمالاً على تركيز ميثان بحوالي 50% ويمكن لتقنيات معالجة النفايات المتقدمة أن تنتج غازاً حيوياً بنسبة 55-75% ميثان أو أعلى باستخدام تقنيات تنقية في الموقع.
يحتوي الغاز الحيوي في بعض الحالات على السيلوكسانات والتي تتشكل من التحلل اللاهوائي للمواد التي توجد عادة في الصابون والمنظفات. أثناء احتراق الغاز الحيوي المحتوي على السيلوكسانات، ينطلق السيليكون الذي قد يتحد مع الأكسجين الحر أو عناصر أخرى مختلفة في الغاز المحترق. تتشكل الرواسب المحتوية غالباً على السيليكا (SiO2) أو السيليكات (SixOy)، كما قد تحتوي أيضاً على الكالسيوم والكبريت والزنك والفسفور. تتراكم هذه الترسبات المعدنية البيضاء مكونةً سطحاً يبلغ سُمكه عدة مليمترات يجب إزالته بوسائل كيميائية أو ميكانيكية. ويتوافر حالياً تقنيات عملية ومُجدِية الكلفة لإزالة السيلوكسانات وغيرها من ملوثات الغاز الحيوي.

## استعمالاته

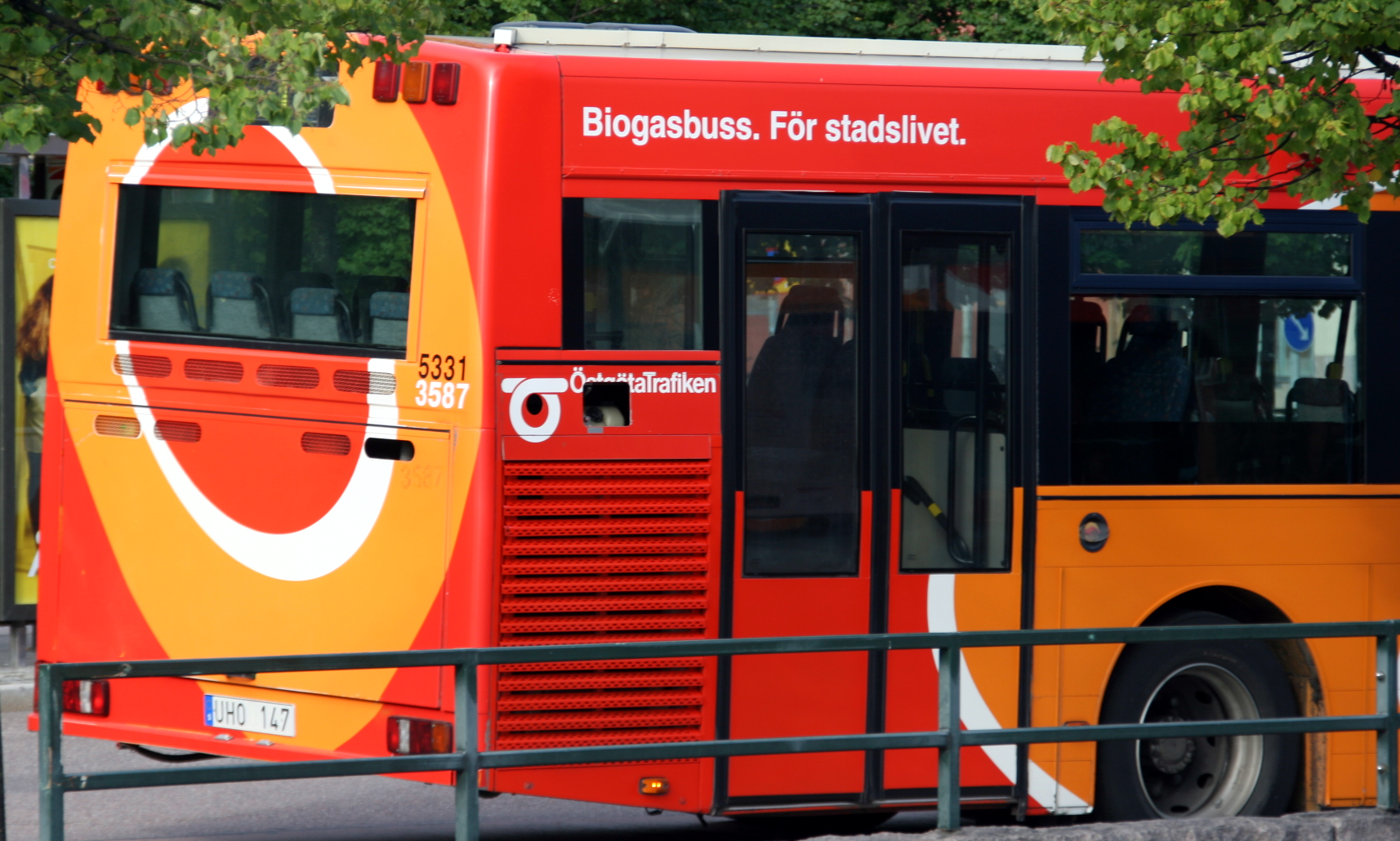
باص يعمل بالغاز الحيوي في السويد ،لينشوبينغ

يمكن استخدام الغاز الحيوي لإنتاج الكهرباء من هواضم مياه الصرف الصحي  من محركات الغاز ذات التوليد الكهروحراري وتُستخدم الحرارة المهدرة من المحركات بشكل مناسب لتسخين الهاضم أو الطبخ أو التدفئة أو تسخين الماء أو التسخين لأغراض صناعية. يمكن عند ضغط الغاز الحيوي استخدامه كبديل للغاز الطبيعي المضغوط في المركبات، حيث يُزوّد محرك الاحتراق الداخلي أو خلايا الوقود، وهذا الاستعمال أفضل من مصانع الطاقة الكهرحرارية من ناحية نشر غاز ثاني أوكسيد الكربون.
يمكن تركيز الميثان الموجود في الغاز الحيوي وتحويله لميثان حيوي عن طريق ترقية الغاز الحيوي لنفس معايير الغاز الطبيعي الأحفوري - والذي كان عليه المرور بعملية تنقية بدوره. إذا سمحت شبكة الغاز المحلية بهذا، فإنه قد يتسنى لمُنتِج الغاز الحيوي الاستفادة من شبكات توزيع الغاز المحلية. لكنه لابد للغاز أن يكون نظيفاً جداً ليصل لجودة خطوط الأنابيب وذا تركيب دقيق لتقبله شبكة التوزيع المحلية، فيجب إزالة ثاني أكسيد الكربون والماء وكبريتيد الهيدروجين والجسيمات في حال وجودها. كما يمكن في حال تركيزه وضغطه أن يُستخدم في نقل المركبات. أصبح الغاز الحيوي المضغوط يستعمل على نطاق واسع في السويد وسويسرا وألمانيا، وتم إنشاء قطار في السويد يشتغل بطاقة الغاز الحيوي منذ 2005.

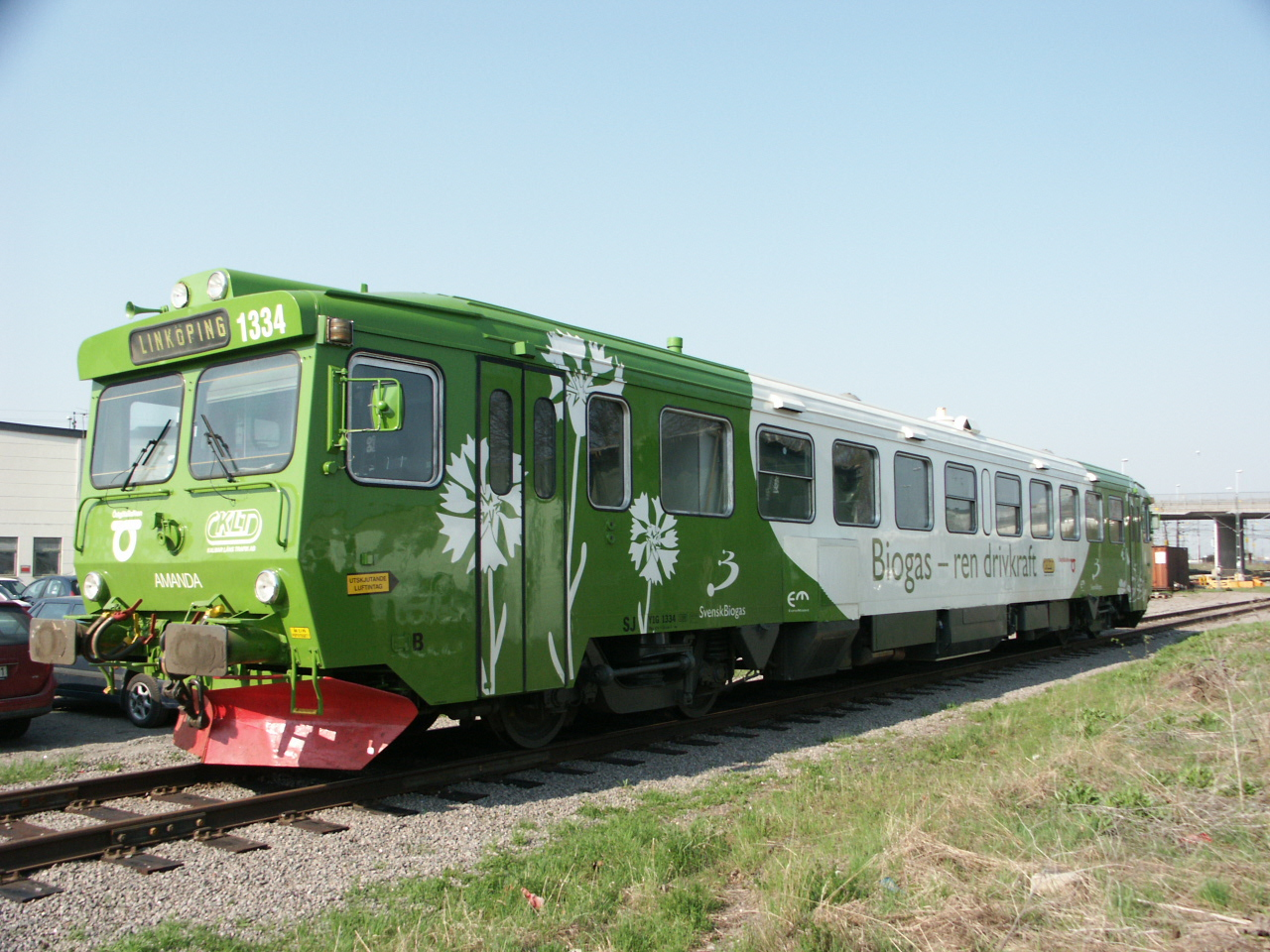
("أماندا قطار الغاز الحيوي") القطار بقرب محطة لينشوبينغ، السويد

كما زود الغاز الحيوي السيارات بالطاقة أيضاً، ففي عام 1974 صوّر الفلم الوثائقي البريطاني «سويت أز نت» Sweet as a Nut عملية إنتاج الغاز الحيوي من مخلفات الخنزير وكيف أنه زوّد محرك مُعدل بالوقود.
يقدر في عام 2007 وجود 12 ألف سيارة تعمل بالغاز الحيوي حول العالم معظمها في أوروبا.

## فوائده
لاستخدام الغاز الحيوي العديد من المميزات الجلية. ففي أمريكا الشمالية يُولِّد استخدام الغاز الحيوي كهرباء كافية لتلبية نحو ثلاثة في المائة من نفقات الكهرباء في القارة. إضافةً لذلك، يمكن للغاز الحيوي المساعدة في خفض تغير المناخ العالمي. يُطلق الروث المتروك للتحلل نوعين أساسيين من الغازات عادة والتي تسبب تغير المناخ العالمي وهما: ثاني أكسيد النيتروز والميثان. يرفع ثاني أكسيد النيتروز درجة حرارة الغلاف الجوي 310 مرة أكثر من ثاني أكسيد الكربون، بينما الميثان 21 مرة أكثر من ثاني أكسيد الكربون. يؤدي تحويل روث البقر إلى غاز الميثان الحيوي عن طريق الهضم اللاهوائي إلى أن تصبح ملايين الأبقار في الولايات المتحدة قادرة على إنتاج مائة مليار كيلوواط ساعة كهرباء، أي بما يكفي لإمداد ملايين المنازل بالطاقة في جميع أنحاء الولايات المتحدة. وفي الواقع، تستطيع بقرة واحدة أن تنتج ما يكفي من السماد في يوم لتوليد ثلاثة كيلووات ساعة كهرباء، بينما نحتاج 2.4 كيلوواط ساعة كهرباء فقط لتشغيل مصباح بقوة مائة واط لمدة يوم واحد. وعلاوة على ذلك، بتحويل روث البقر إلى غاز الميثان الحيوي بدلاً من تركه يتحلل، سنصبح قادرين على خفض غازات الاحتباس الحراري بنحو تسع وتسعين مليون طن متري أو أربع نسب.
يتمتع ثلاثون مليون أسرة ريفية في الصين لديها هاضمات غاز حيوية باثني عشر ميزة: توفير الوقود الأحفوري، توفير وقت جمع الحطب، حماية الغابات، استخدام مخلفات المحاصيل لعلف الحيوانات بدلاً من الوقود، توفير المال، توفير وقت الطبخ، تحسين الظروف الصحية، إنتاج أسمدة عالية الجودة، استغلال الميكنة المحلية وإنتاج الكهرباء، تحسن مستوى المعيشة في المناطق الريفية، والحد من تلوث الهواء والمياه.

## ترقية الغاز الحيوي
يتكون الغاز الحيوي الخام تقريباً من 60% ميثان و29% ثاني أكسيد الكربون وأجزاء قليلة من كبريتيد الهيدروجين، وجودته ليست عالية بما فيه الكفاية إذا كان مالكه يخطط لبيعه أو استخدامه كوقود للآلات. تكفي طبيعة التآكل لغاز كبريتيد الهيدروجين وحدها لتدمير محتويات مصنع مكلف. الحل هو الانتفاع من «ترقية الغاز الحيوي» أو عملية التنقية التي يتم فيها امتصاص الملوثات في مجرى الغاز الحيوي أو تنقيتها، تاركةً 98% ميثان لكل وحدة غاز. توجد أربع طرق رئيسية لتطوير الغاز الحيوي، وتشمل غسيل المياه، والامتصاص بالضغط المتأرجح، وامتصاص السيليكسول، والمعالجة الكيميائية. أكثر الأساليب شيوعاً هو غسيل المياه حيث يتدفق الغاز ذا الضغط العالي إلى عمود حيث يتم إزالة ثاني أكسيد الكربون وغيره من العناصر النزرة عن طريق انسياب المياه الجارية بشكل معاكس للغاز. يستطيع هذا التنظيم تحرير 98% من الميثان، مع ضمان المُصنعِين لحد أقصى من خسائر الميثان في النظام بنسبة 2%. ويستهلك الأمر ما بين 3-6 % تقريباً من الإنتاج الكلي للطاقة في الغاز لتشغيل نظام ترقية الغاز الحيوي.

## حقن الغاز الحيوي في شبكة الغاز
حقن شبكة الغاز هو حقن الغاز الحيوي في شبكة الميثان (شبكة الغاز الطبيعية). وتتضمن الحقنُ الغازَ الحيوي: حتى الاختراق للنظام الجزئي الكهروحراري المشترك "Micro-CHP" تكون ثلثي كل الطاقة الناتجة عن طريق محطات توليد طاقة الغاز الحيوي قد فُقدت (الحرارة)، وذلك باستخدام الشبكة لنقل الغاز للعملاء، لكنه يمكن استخدام الكهرباء والحرارة للتوليد في الموقع مؤدياً لتقليل الخسائر في نقل الطاقة. تتراوح الخسائر النموذجية للطاقة في أنظمة نقل الغاز الطبيعي بين 1-2%، بينما تتراوح الخسائر الحالية في نظام كهربائي كبير بين 5-8%.

## التشريعات
يوجد لدى الاتحاد الأوروبي في الوقت الحالي بعض من التشريعات الصارمة بخصوص إدارة النفايات ومواقع ردم النفايات والمسماة بـتعليمات طمر النفايات. فقد سَنّت الولايات المتحدة قانوناً ضد غاز المرادم لاحتوائه على مركبات عضوية متطايرة. وطالب قانون الولايات المتحدة للهواء النظيف والعنوان الأربعون من قانون اللوائح الفيدرالية (CFR) مُلاكَ مرادم النفايات بتقدير كمية المركبات العضوية المتطايرة غير الميثانية المنبعثة (NMOCs)، فإذا تجاوزت الكمية المنبعثة 50 طن سنوياً، فعلى صاحب المردم أن يجمع غاز المردم ويعالجه لإزالة المركبات العضوية المتطايرة غير الميثانية المتسربة. يتم معالجة غاز المردم عادة بالاحتراق. في بعض الأحيان ونظراً لبعد مواقع المرادم فإنه من غير العملي اقتصادياً إنتاج الكهرباء من الغاز. وبالرغم من ذلك، فإن بلداناً مثل المملكة المتحدة وألمانيا لديها الآن تشريعات مُطبَقة تزود المزارعين بإيرادات طويلة المدى وأمن في الطاقة.

## تطوره في أنحاء العالم
في عام 2007 تم تزويد ما يقارب 12.000 سيارة بالغاز الحيوي المُرقّى في جميع أنحاء المعمورة، معظمها كان في أوروبا.

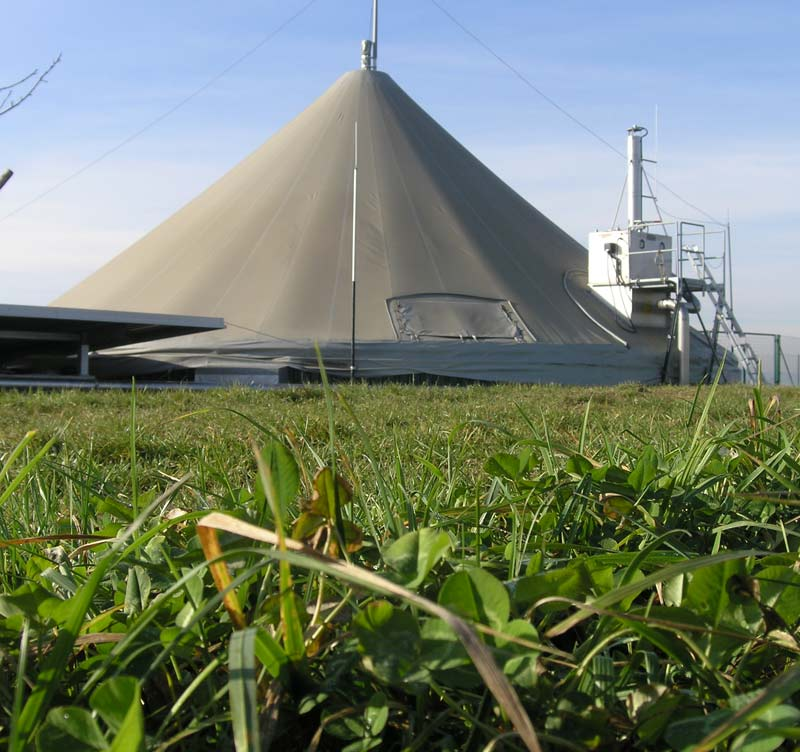
محطة لتخزين الغاز الحيوي في النمسا

### في الولايات المتحدة
نظراً للمزايا المتعددة للغاز الحيوي أصبح يعد مصدراً شعبياً للطاقة نحت الولايات المتحدة لاستخدامه أكثر فأكثر. في عام 2003 استهلكت الولايات المتحدة 147ترليون وحدة حرارية من الطاقة من «غاز المرادم»، ما يقارب نحو 0.6% من مجمل استهلاكها للغاز الطبيعي. كما جرى اختبار غاز الميثان الحيوي المشتق من روث البقر في الولايات المتحدة. ووفقاً لدراسة تمت في 2008 جمعتها مجلة العلوم والأطفال فإن غاز الميثان الحيوي الناتج من روث البقر كاف لإنتاج 100 مليار كيلوواط ساعة أي ما يكفي لإمداد ملايين المنازل في أمريكا بالطاقة. إضافة لذلك، فقد أثبت اختبار غاز الميثان الحيوي قدرته على تقليل 99 مليون طن متري من انبعاثات غاز الاحتباس الحراري أو حوالي 4% من غازات الاحتباس الحراري التي تنتجها الولايات المتحدة.
في ولاية فيرمونت على سبيل المثال، يتم تضمين الغاز الحيوي المُولّد في مزارع الألبان في جميع أنحاء الولايات في برنامج مؤسسة فيرمونت المركزية للخدمات العامة للطاقة البقرية " CVPS Cow Power program". وتقوم مؤسسة فيرمونت المركزية للخدمات العامة بتقديم برنامج الطاقة البقرية كتعرفة تطوعية. ويمكن للعملاء الاختيار لدفع زيادة على فاتورة الكهرباء، بحيث يتم إيصال هذه الزيادة إلى المزارع المشاركة في البرنامج مباشرةً. في شيلدون، وفرت مزرعة ألبان جبل فيرمونت الأخضر الطاقة المتجددة كجزء من برنامج الطاقة البقرية، بدأ ذلك عندما أراد الأخوان مالكا المزرعة، بيل وبرين روويل، التصدي لبعض تحديات إدارة الأسمدة التي تواجه مَزارع الألبان بما فيها من رائحة الروث وتوفر المواد المغذية للمحاصيل التي يحتاجون زراعتها لإطعام الحيوانات. فقاما بتركيب هاضم لاهوائي لمعالجة مركز الأبقار ومخلفات حلب أبقارهم التسعمائة والتسعين لإنتاج طاقة متجددة وفرش للماشية لتحل محل النشارة وأسمدة صديقة للبيئة. تم بيع الطاقة ومزايا المشروع في الحفاظ على البيئة، وأنتج نظام الأخوان رويل متوسطاً من الكهرباء الكافية لإمداد ثلاثمائة إلى ثلاثمائة وخمسين منزلاً آخراً، حيث بلغ استيعاب المولد ثلاثمائة كيلوواط.
تم في هيرفورد استعمال روث أبقار تكساس لإمداد محطة توليد إيثانول بالطاقة. وبهذا التحول لغاز الميثان الحيوي توفر محطة توليد الإيثانول ألف برميل من النفط يومياً. وعموماً، فقد خفضت المحطة تكاليف النقل وسيتم توفير العديد من فرص العمل في محطات توليد الطاقة المعتمدة على الغاز الحيوي في المستقبل.

### في المملكة المتحدة
في المملكة المتحدة يعد إنتاج الكهرباء بغاز المجاري ضئيلاً مقارنة بإجمالي استهلاك الطاقة، مجرد 80 ميغاواط للتوليد مقابل 70 غيغاواط على الشبكة. ويوجد حالياً أقل من 50 مصنع للمرادم لايعتمد على النفايات في المملكة المتحدة.
في الخامس من أكتوبر في عام 2010 حُقن الغاز الحيوي في شبكة الغاز للمرة الأولى. أرسلت مياه مجاري أكثر من 30.000 منزل في أكسفوردشير إلى معالجة الصرف الصحي بديدكوت حيث تمت معالجتها في هاضم لاهوائي لتنتج الغاز الحيوي الذي نُفي بعدها ليمد بالغاز حوالي 200 منزل.

### في شبه القارة الهندية
أُنتج الغاز الحيوي في باكستان والهند من الهضم اللاهوائي للسماد في مرافق صغيرة للهضم بما يُسمى بغاز جوبار " gobar gas"؛ ومن المقدر أن مثل هذه المرافق موجودة في أكثر من مليوني منزل في الهند ومئات الآلاف في باكستان خصوصاً شمال البنجاب نظراً لتزايد الماشية الكبير. يتكون الهاضم من حفرة دائرية محكمة مصنوعة من الخرسانة ومتصلة بأنابيب، يُوجّه الروث إلى الحفرة وغالباً ما يكون ذلك مباشرة من حظيرة الماشية ثم تُملأ الحفرة بالكمية اللازمة من المخلفات السائلة. يتم توصيل أنبوب الغاز إلى موقد المطبخ بواسطة صمامات التحكم. ويُنتج احتراق هذا النوع من الغاز الحيوي قدراً ضئيلاً من الرائحة أو الدخان. وكنتيجة للبساطة في التنفيذ والاستخدام لمواد خام رخيصة في القرى، يعتبر أحد أكثر مصادر الطاقة سلامة بيئياً لتلبية احتياجات المناطق الريفية. ومن أحد أشكال هذا النظام هاضم سنتكس " Sintex Digester". وتستخدم بعض التصاميم مزارع الديدان لزيادة تعزيز الوحل الناتج من مصنع الغاز الحيوي واستخدامه كسماد.
يعتبر طراز ديناباندهو التي تعني «صديق العاجزين» رائجاً في الهند، وهو شكل جديد لإنتاج الغاز الحيوي. وتبلغ سعة الوحدة عادة من 2إلى 3 متر مكعب، وتكون مبنيةً باستخدام الطوب أو خليط الفيروسمنت. يكلف النموذج الطوبي حوالي 18.000 روبية أما النموذج الفيروسمنتي فيكلف حوالي 14.00 روبية، ولكن وزارة مصادر الطاقة الغير تقليدية الهندية تقدم دعماً يصل إلى 3.500 روبية لكل نموذج مبني.
وقد قامت الشركة الباكستانية لتطوير الألبان بمبادرة ضخمة لتطوير هذا النوع كمصدر بديل للطاقة للمزارعين الباكستانيين. ويشغل الغاز الحيوي في الوقت الراهن محركات الديزل ومولدات الغاز وأفران المطابخ والسخانات وغيرها من المرافق في باكستان.

### في الدول النامية
تحول مصانع الغاز الحيوي المحلية روث الماشية والغائط البشري إلى غاز حيوي ووحل هو الروث المخمر. وتتاح هذه التقنية للمساحات الصغيرة التي تنتج ماشيتها 50 كغم من الروث كل يوم، أي ما يعادل 6 خنازير و3 أبقار. ويجب أن يكون هذا الروث قابلاً للجمع ليخلط مع الماء ويدخل إلى المصنع، كما يمكن ربطه بالمراحيض أيضاً. تعتبر درجة الحرارة شرطاً مسبقاً آخراً حيث تؤثر على عملية التخمر. ونظراً لأن درجة الحرارة المثلى هي 36 درجة مئوية تنطبق هذه التقنية على أولئك الذين يعيشون في مناخٍ (جنوب) استوائي بشكل خاص. ما يجعل هذه التقنية مناسبة في كثير من الأحيان للمساحات الصغيرة في البلدان النامية.
وعلى حسب الحجم والموقع يمكن تثبيت مصنع تجريبي ثابت للغاز الحيوي مصنوع من الطوب الاعتيادي في فناء منزل في المناطق الريفية مع استثمار ما بين 300 إلى 500 دولار أمريكي في البلدان الآسيوية وصولاً إلى 1400 دولار في نظيراتها الأفريقية. يحتاج مصنع الغاز الحيوي ذو الجودة العالية تكاليف صيانة متدنية ويمكنه إنتاج الغاز لما لا يقل عن 15-20 سنة بدون مشاكل كبيرة وإعادة للاستثمارات. ومن جهة المستخدم فهو يحظى بتوفير الغاز الحيوي لطاقة نظيفة للطبخ والتقليل من تلوث الهواء داخل المنزل والتقليل من الوقت اللازم للجمع التقليدي للكتل الحيوية وبخاصة للنساء والأطفال. كما يعد الوحل سماداً عضوياً نظيفاً قد يزيد من الإنتاجية الزراعية.

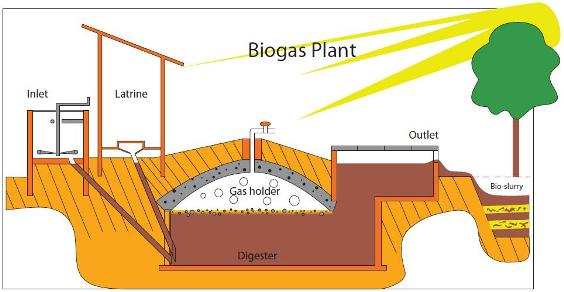
مخطط لمصنع غاز حيوي منزلي

تعتبر تقنية الغاز الحيوي المحلية تقنية مجربة ومنشأة في كثير من أنحاء العالم خاصة في آسيا. وقد شرعت عدة بلدان في هذه المنطقة في برامج واسعة النطاق في مجال الغاز الحيوي المحلي مثل الصين  والهند. ودعمت منظمة التنمية الهولندية " SNV"  البرامج الوطنية للغاز الحيوي المحلي الهادفة إلى إنشاء قطاعات مجدية تجارياً للغاز الحيوي المحلي بحيث تقوم الشركات المحلية بتسويق وتثبيت وخدمة مصانع الغاز الحيوي في المنازل. وفي قارة آسيا تعمل منظمة SNV في نيبال  وفيتنام  وبنغلادش  وكمبوديا  وجمهورية لاو الديمقراطية الشعبية  وباكستان  واندونيسيا ، وفي أفريقيا في رواندا  والسنغال وبوركينا فاسو وإثيوبيا  وتنزانيا  وأوغندا وكينيا.

## اقرأ أيضاً
- الهضم اللاهوائي
- التحلل الحيوي
- الوقود الحيوي
- الطاقة المتجددة
- إدارة المخلفات